# Surfers Paradise (circuit)

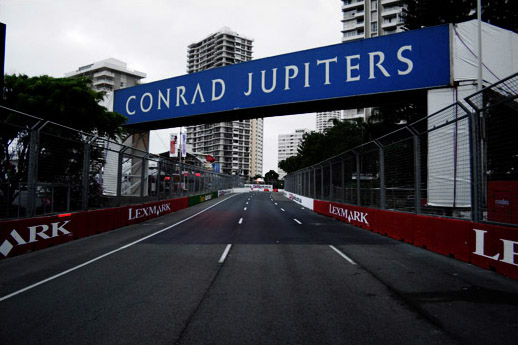
Surfers Paradise in 2006.

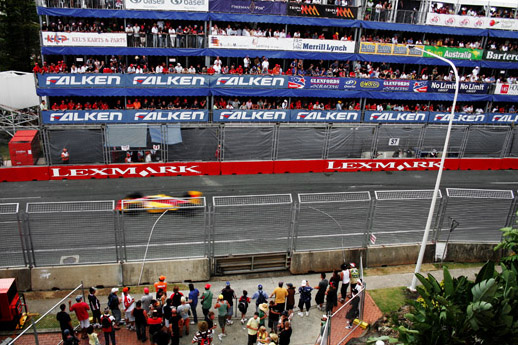
Surfers Paradise in 2006.

Surfers Paradise is een racecircuit gelegen in de gelijknamige voorstad van Gold Coast in de Australische deelstaat Queensland. Het is een stratencircuit dat vanaf 1991 tot 2007 op de Champ Car kalender stond. Toen het Champ Car kampioenschap in 2008 gefuseerd was met de Indy Racing League werd er dat jaar een race gehouden die niet meetelde voor het IndyCar kampioenschap. Onderhandelingen om het IndyCar kampioenschap naar het circuit te halen sprongen af.

## Winnaars op het circuit
Winnaars op het circuit voor een race uit de Champ Car kalender.
| Jaar | Rijder             |
| ---- | ------------------ |
| 1991 | John Andretti      |
| 1992 | Emerson Fittipaldi |
| 1993 | Nigel Mansell      |
| 1994 | Michael Andretti   |
| 1995 | Paul Tracy         |
| 1996 | Jimmy Vasser       |
| 1997 | Scott Pruett       |
| 1998 | Alex Zanardi       |
| 1999 | Dario Franchitti   |
| 2000 | Adrián Fernández   |
| 2001 | Cristiano da Matta |
| 2002 | Mario Domínguez    |
| 2003 | Ryan Hunter-Reay   |
| 2004 | Bruno Junqueira    |
| 2005 | Sébastien Bourdais |
| 2006 | Nelson Philippe    |
| 2007 | Sébastien Bourdais |
| 2008 | Ryan Briscoe       |